# Oncholaimus apostematus
Oncholaimus apostematus är en rundmaskart som beskrevs av Christian Wieser 1959. Oncholaimus apostematus ingår i släktet Oncholaimus och familjen Oncholaimidae. Inga underarter finns listade i Catalogue of Life.